# Kuji-Bernstein
Kuji-Bernstein (japanisch 久慈琥珀, Kuji kohaku) ist die Bezeichnung für eine Bernsteinart aus der größten Bernsteinfundstelle Japans bei Kuji im Norden der Hauptinsel Honshū. Allgemein ist Bernstein in Japan an zahlreichen Orten von Hokkaidō im Norden bis Kyūshū im Süden des Landes über eine Distanz von ungefähr 1800 km gefunden worden.

## Vorkommen, Alter, Merkmale
Das bekannteste und ergiebigste Fundgebiet japanischen Bernsteins liegt etwa 500 km nördlich von Tokio bei Kuji. Die ältesten Bernstein führenden Sedimente in diesem Gebiet entstammen dem Aptium (100 Mio. Jahre), die meisten aber der Oberkreide (ca. 80 Mio. Jahre). Die jüngsten sind miozänen Alters (ca. 30 Mio. Jahre). Durch die schräge Schichtung der Sedimente in den Bergen bei Kuji liegen die Fundstellen dieses sehr unterschiedlich alten Bernsteins mitunter sehr nahe beieinander. Der Bernstein tritt in kohlehaltigen und sandigen Sedimenten auf.
Der Kuji-Bernstein tritt in mannigfachen Farbnuancen auf. Die meisten Stücke sind orangefarben und leicht trübe. Zahlreiche Stücke weisen eine achatähnliche Bänderung auf. Die Bänderung entsteht durch einen Wechsel von Streifen klaren Harzes mit solchen, in denen sich zahlreiche kleine Bläschen befinden. In einigen Stücken sind mit Quarz gefüllte Risse zu beobachten. Bei einer Erwärmung des Bernsteins auf Temperaturen um 330 °C platzen diese Bläschen. Dabei entsteht ein an Kampfer erinnernder Duft.

## Geschichte, Förderung, Nutzung, Handel
Kuji-Bernstein wird in Japan seit Jahrhunderten gefördert und verarbeitet. Die Gewinnung dieses Bernsteins und der Handel mit ihm lassen sich anhand von Grabbeigaben bis in das fünfte nachchristliche Jahrhundert zurückverfolgen. Für das Jahr 1703 ist der Transport von 1296 kg Bernstein aus Kuji nach Kyoto belegt. Zur gleichen Zeit erhielt auch die Stadt Edo (heute Tokio) erhebliche Bernsteinmengen aus Kuji.
Eine Bernsteinförderung größeren Maßstabs in jüngerer Zeit ist ebenfalls nur aus Kuji bekannt. Aufzeichnungen aus den Bergbaubetrieben belegen, dass die Tagesförderung in den 1930er Jahren in einer einzigen Mine in diesem Gebiet bis zu 50 kg betrug. Hochgerechnet auf die zu der Zeit zwanzig aktiven Minen ergibt dies eine (theoretische) Jahresförderung von bis zu 350 Tonnen. 
Aus diesem Fundgebiet stammen auch die größten bekannten Bernsteinstücke, die jemals in Japan gefunden wurden. Zu Beginn des 20. Jahrhunderts sollen Stücke mit einem Gewicht von bis zu 60 kg gefunden worden sein. Derart große Stücke aus dieser Zeit sind allerdings nicht erhalten. Eines der größten erhaltenen Stücke befindet sich im Nationalmuseum Tokio. Es handelt sich um ein 1941 gefundenes, allerdings zerbrochenes Stück mit einem Gesamtgewicht von 16 kg. In einer Privatsammlung wird ein 1927 ausgegrabenes Exemplar mit einem Gewicht 19,875 kg aufbewahrt. Die Bernsteinminen um Kuji wurden im Zweiten Weltkrieg stark beschädigt und die Förderung im industriellen Maßstab wurde in der Nachkriegszeit nicht wieder aufgenommen. Heute werden nur noch sehr geringe Funde gemacht.
Kuji-Bernstein wurde bis zum Ausbruch des Zweiten Weltkriegs zu Schmuck verarbeitet. Hierbei kam auch die japanische Makie-Urushi-Technik zum Einsatz. Nachdem die industrielle Förderung des Bernsteins bei Kuji eingestellt wurde, verarbeiteten Kunsthandwerker, die sich bis dahin dem Bernstein gewidmet hatten, unter Weiterverwendung ihrer traditionellen Techniken Schildpatt. Mit Inkrafttreten des Washingtoner Artenschutzabkommens im Jahre 1973 stand dieses Material nicht mehr zur Verfügung. Zu dieser Zeit wurde bereits Baltischer Bernstein importiert. Baltischer Bernstein lässt sich besser bearbeiten als der oft spröde und zu Rissen neigende Kuji-Bernstein. Die alten Techniken wurden indes auch nach Umstellung auf den Baltischen Bernstein beibehalten. Zeitgenössische Bernsteinobjekte in traditioneller japanischer Handwerkstechnik sind nahezu ausschließlich aus Baltischem Bernstein angefertigt.
In Kuji befindet sich das einzige Bernsteinmuseum Japans.

## Bernstein anderer Fundorte
Keine der zahlreichen Bernsteinfundstellen in Japan ist hinsichtlich der Fördermengen mit der von Kuji zu vergleichen. Die Fundmengen der folgenden Gebiete bewegen sich im Bereich von wenigen Kilogramm bis zu einigen Zentnern:
- Gebiet von Chōshi, östlich von Tokio. Die Bernsteinfunde aus diesem Gebiet sind unterkreidezeitlichen. Alters (Unteres Aptium, ca. 110 Mio. Jahre).
- Iwaki, etwa 200 km nördlich von Tokio. Der hier gefundene Bernstein ähnelt dem gleichaltrigen kreidezeitlichen Kuji-Bernstein.
- Hokkaidō: In Kohlegruben wurden und werden kleine Bernsteinmengen eozänen Alters (ca. 40 Mio. Jahre) gefunden.
- Im äußersten Südwesten von Honshū, bei Ube, wurde Bernstein in obereozänen Schichten gefunden.
- Weitere Fundorte auf der japanischen Hauptinsel Honshū lieferten Bernstein obermiozänen (bis 15 Mio. Jahre) und pliozänen (weniger als 5 Mio. Jahre) Alters sowie Kopal.
- Aus dem nördlichen Teil der Südinsel Kyushu werden mehrere Bernsteinfundstellen berichtet.

## Organische Einschlüsse
Organische Einschlüsse sind im Bernstein fast aller Fundorte in Japan entdeckt worden. Oft sind die eingeschlossenen Pflanzen und Tiere allerdings sehr schlecht erhalten, da der Bernstein im Laufe seiner Genese erheblichen tektonischen Beanspruchungen ausgesetzt war. Erdbeben und Hitzeeinwirkung haben nicht nur die Eigenschaften des fossilen Harzes in einer Weise beeinflusst, dass seine kunsthandwerkliche Verarbeitung erschwert wird, sondern auch den Inklusen erheblich zugesetzt.